# IC 2693
IC 2693 је појединачна звијезда у сазвјежђу Лав која се налази на листи објеката дубоког неба у Индекс каталогу.
Деклинација објекта је + 13° 32' 58" а ректасцензија 11h 17m 36,5s.